# Distretto di Ban Sang
Il distretto di Ban Sang (in thailandese: บ้านสร้าง) è un distretto (amphoe) della Thailandia, situato nella provincia di Prachinburi.